# Rawson Stovall
Rawson Law Stovall, né le 9 janvier 1972, est un journaliste, développeur et producteur de jeu vidéo américain. 

## Biographie
Rawson Stovall est né le 9 janvier 1972 au Texas. Il est le premier critique national de jeux vidéo aux États-Unis. Sa première critique est parue en 1982, dans journal le Abilene Reporter News, un journal du Texas de l'Ouest, sous le titre de "Video Beat". L'année suivante, le San Jose Mercury News a repris l'article et a promu Stovall, âgé de onze ans à l'époque, comme pigiste. Peu de temps après, les critiques de jeu vidéo de Stovall ont paru dans les journaux à travers tous les États-Unis.
Stovall est apparu comme un chroniqueur régulier dans l'émission de télévision New Tech Times, et a été présenté à The Tonight Show Starring Johnny Carson, à l'Hour Magazine avec Gary Collins, à Today sur NBC et dans les pages du New York Times et du Wall Street Journal.
En 1985, Stovall participe à l'événement de lancement sur le marché nord-américain de la Nintendo Entertainment System, à New-York. En plein marasme de l'industrie du jeu vidéo, il est alors le premier journaliste à présenter la console japonaise de manière enthousiaste dans les médias, anticipant son succès et le renouveau du secteur.
Depuis 2005, Stovall est producteur de jeux vidéo à Electronic Arts où il produit plusieurs versions des Sims dont compris Les Sims 2 : Animaux de compagnie, Les Sims 2 : Naufragés, My Sims : SkyHeroes et Les Sims FreePlay.